# Leporinus aripuanaensis
Leporinus aripuanaensis is een straalvinnige vissensoort uit de familie van de kopstaanders (Anostomidae). De wetenschappelijke naam van de soort is voor het eerst geldig gepubliceerd in 1992 door Garavello & dos Santos.